# Удар ножом (серия фильмов)
«Удар ножом» (англ. Stab) — вымышленная киносерия из восьми фильмов ужасов во вселенной франшизы Крик, впервые представленная в фильме Крик 2. действие которого происходит в 1998 году. Франшиза началась как биографический детективный фильм ужасов, основанный на бестселлере репортера Гейл Уэзерс «Убийства в Вудсборо», выпущенном в 1997 году. Серия фильмов была придумана Кевином Уильямсоном как меташутка, впоследствии в каждой части Крика (кроме шестой), появлялись новые части Удара ножом.
Первоначально фильм был основан на жизни знаменитой героини Сидни Прескотт и ее встречах с различными убийцами Призрачного Лица в оригинальной трилогии (но в нем было много творческих вольностей, основанных на «реальной истории»). На роль героини была выбрана Тори Спеллинг.
На момент последнего упоминания о серии в Крике (2022), было выпущено восемь фильмов Удар ножом. Дженни Рэндалл упомянула, что первые три фильма были основаны на реальной истории Сидни Прескотт, но после того, как она почти подала в суд на Sunrise Studios, последующие части обладали вымышленной историей. Несмотря на это, Сидни появляется в каждом фильме серии в той или иной роли, за исключением самого последнего, снятого Райаном Джонсоном.
После убийства оригинального ветерана-актера Удара ножом Дженнифер Джоли и нескольких актеров Удар ножом 3: Возвращение в Вудсборо, а также убийства продюсера Джона Милтона, франшиза остановилась примерно на 5 лет, прежде чем был выпущен настоящий третий фильм, Удар ножом 3: Голливудский кошмар, выпущенный в десятую годовщину оригинальных убийств в Вудсборо. Несмотря на многочисленные переделки и подбор актеров на роли погибших, сиквел был выпущен.
Позже вышла вымышленная трилогия сиквелов, которая была выпущена один за другим в конце 2000-х годов. Наконец, фильм-в-фильме, Удар ножом 7 (фильм 2010 года), который представляет мета историю о том, что фильмы Удар ножом сами по себе являются художественным произведением. В нем есть один убийца, раскрытый в начале, которым является Хлоя, которую играет Кристен Белл.
После очередной серии убийств в 2011 году франшиза оставалась нетронутой, пока не вышел перезапуск 2021-го года, под одноимённым названием Удар ножом.

## Фильмы

### Удар ножом (1998)
Крик 2 начинается премьерой нового фильма ужасов «Удар ножом», рассказывающего ужасающую историю убийств в Вудсборо. Первые кадры возобновляют убийство хорошенькой Кейси Беккер, которую здесь играет Хизер Грэм.
Во время этого предварительного просмотра в кинотеатре убивают пару. Это возобновит серию убийств и положит начало различным продолжениям Удара ножом. Чуть позже, в «Крике 2», Рэнди Микс и Дьюи Райли в баре смотрят по телевизору отрывок из первого фильма в исполнении Тори Спеллинг и Люка Уилсона.

### Удар ножом 2 (1999)
Во время предварительного просмотра фильма «Удар ножом» Фил Стивенс убит Призраком в туалете кинотеатра. Затем последний убивает свою девушку Морин Эванс в комнате, где транслируется предыдущий фильм: зрители полагают, что это рекламная операция, но слишком поздно понимают, что убийство реально... Этот фильм никогда не видели в киносерии, он просто появляется в «Крике 3» и «4» в виде постера.

### Удар ножом 3: Голливудский ужас (2006)
Есть две разные версии третьего фильма. Первый, «Удар ножом 3: Возвращение в Вудсборо», является продолжением уже вышедших первых фильмов; он прослеживает события, произошедшие много лет назад в городе Вудсборо. После прекращения производства фильма «Удар ножом 3: Возвращение в Вудсборо» из-за убийства всего актерского состава был выпущен новый фильм, в котором рассказывается о событиях, пережитых персонажами фильма «Крик 3» (2000). Он основан на бестселлере Гейл Уэзерс. Обложку фильма «Удар ножом 3: Голливудский ужас» можно увидеть в Киноклубе в фильме «Крик 4» (2011). Фильм «Удар ножом 3: Голливудский ужас» режиссера Фреда Рифкина по сценарию Уилла Кеннисона распространяется компанией Sunrise Studios.

### Удар ножом 4: Нож судьбы (2007)
Сюжетная линия этого фильма так и не была раскрыта. Четвертая часть не появляется ни в одном из фильмов франшизы «Крик». В нем рассказывается совершенно оригинальная история, не напоминающая каких-либо персонажей из трилогии, основанной на жизни Сидни Прескотт. Сидни пригрозила подать в суд на Sunrise Studios, если продюсеры продолжат снимать фильмы о её жизни.

### Удар ножом 5: Часы судьбы (2008)
Как и в предыдущем, события этого фильма оригинальны. В «Крике 4» (2011) Дженни Рэндалл говорит, что пятая часть — худшая, и показывает, что Призрачное лицо путешествует во времени. Помимо этой детали путешествия во времени, в серии «Крик» нет сюжетной линии или изображений пятого фильма.

### Удар ножом 6: Возвращение Призрачного лица (2009)
Вступление к шестому фильму появляется в начале фильма «Крик 4» (2011). Во введении к Удару ножом 6 рассказывается о Шерри. Она отвечает на звонок и сообщает Призрачному лицу, что он набрал неправильный номер. Затем она входит на кухню и болтает с Труди. Они обсуждают «Пилу 4», и Труди говорит, что фильм ужасен. Труди пишет сообщение на своем телефоне. Шерри спрашивает ее, с кем она переписывается. Труди отвечает, что у нее есть преследователь в Facebook. Последний продолжает оставлять ей сообщения. Шерри берет трубку и отвечает на звонок Призрачному лицу. Он говорит ей, что если она снова повесит трубку, он перережет ей горло. Шерри и Труди следят за тем, чтобы дверь в дом была закрыта. Шерри выходит на крыльцо и говорит Труди, что там никого нет. Внезапно Труди получает ножевое ранение в грудь. Шерри пытается сбежать, когда другой убийца перерезает ей горло.

### Удар ножом 7: Нож охотника (2010)
Хлоя и Рэйчел смотрят «Удар ножом 6», но Рэйчел останавливает его, говоря, что это отстой. Хлоя говорит ему, что ей нравятся фильмы «Удар ножом», потому что в парне с ножом есть что-то пугающее. Когда Рэйчел начинает жаловаться, что фильмы «Удар ножом» слишком предсказуемы, а Хлоя наносит ей удар, говоря: «Это достаточно непредсказуемо?» Рэйчел спрашивает ее, почему она это сделала, Хлоя отвечает, что она слишком много говорит. В отличие от предыдущего Удара ножом, личность убийцы раскрывается с самого начала фильма.

### Удар ножом (2021)
Восьмой фильм серии о впервые появляется в фильме «Крик» (2022). Как и его предшественники со времен четвёртого фильма, восьмой не основан на каких-либо событиях из саги «Крик». Это перезагрузка франшизы, никакой связи с остальными частями она не имеет. По сюжету Крика (2022), Удар ножом (2021) был негативно принят фанатами. Два члена этого фандома решают организовать свой собственный «софт-ребут», то есть фильм, который вновь обращается к теме предыдущего фильма, но не является ремейком. Их идея состоит в том, чтобы предоставить исходный материал, новые убийства в Вудсборо, для фильма, который соответствует оригиналу. Эта новая волна убийств и является сюжетом фильма «Крик» (2022).

### Будущее

#### Удар ножом IX (TBA)
На одном из промо-артов Крика 6 изображен знак с логотипом девятого фильма франшизы. Однако после выхода фильма стало известно, что фильм ещё не был снят.

## В ролях[23]
| Призрачное лицо          | Роджер Л. Джексон (голос) | Роджер Л. Джексон (голос) | Роджер Л. Джексон (голос) | Роджер Л. Джексон (голос) | Роджер Л. Джексон (голос) | Роджер Л. Джексон (голос) | Роджер Л. Джексон (голос) | Роджер Л. Джексон (голос) |  |  |
| Сидни Прескотт           | Тори Спеллинг             | Тори Спеллинг             | Неизвестная актриса       | Неизвестная актриса       | Неизвестная актриса       | Неизвестная актриса       | Неизвестная актриса       |                           |  |  |
| Дьюи Райли               | Дэвид Швиммер             | Дэвид Швиммер             | неизвестный актер         | неизвестный актер         |                           |                           |                           |                           |  |  |
| Гейл Уэзерс              | Дженнифер Джоли           | Дженнифер Джоли           | Элизабет Бэнкс            | Элизабет Бэнкс            |                           |                           |                           |                           |  |  |
| Второстепенные персонажи |                           |                           |                           |                           |                           |                           |                           |                           |  |  |
| Билли Лумис              | Люк Уилсон                |                           |                           |                           |                           |                           |                           |                           |  |  |
| Рэнди Микс               | Кристофер Спид            | Кристофер Спид            |                           |                           |                           |                           |                           |                           |  |  |
| Коттон Виири             | Крейг Бирко               | Крейг Бирко               | Крейг Бирко               |                           |                           |                           |                           |                           |  |  |
| Татум Райли              | Алисия Сильверстоун       |                           |                           |                           |                           |                           |                           |                           |  |  |
| Рон Ховард               | Артур Химбри              |                           |                           |                           |                           |                           |                           |                           |  |  |
| Кейси Бейкер             | Хизер Грэм                |                           |                           |                           |                           |                           |                           |                           |  |  |
| Шерри Маркони            |                           |                           |                           |                           |                           | Люси Хейл                 | Люси Хейл (камео)         |                           |  |  |
| Труди Харролд            |                           |                           |                           |                           |                           | Шенаэ Граймс              | Шенаэ Граймс (камео)      |                           |  |  |
| Хлоя Бакли               |                           |                           |                           |                           |                           |                           | Кристен Белл              |                           |  |  |
| Рэйчел Миллс             |                           |                           |                           |                           |                           |                           | Анна Пакуин               |                           |  |  |
| Чарли Уокер              |                           |                           |                           |                           |                           |                           |                           | Мэтью Лиллард             |  |  |
| Джуди Хикс               |                           |                           |                           |                           |                           |                           |                           | Лейк Белл                 |  |  |
| Кирби Рид                |                           |                           |                           |                           |                           |                           |                           | Неизвестная актриса       |  |  |